# HMS Ivanhoe (D16)
HMS Ivanhoe (D16) là một tàu khu trục lớp I được Hải quân Hoàng gia Anh Quốc chế tạo vào giữa thập niên 1930. Trong cuộc Nội chiến Tây Ban Nha (1936-1939), trong thành phần Hạm đội Địa Trung Hải, con tàu thực thi chính sách của Anh và Pháp cấm vận vũ khí cho cả hai bên xung đột. Trước khi Chiến tranh Thế giới thứ hai bắt đầu, nó được cải biến để có thể sử dụng vào việc rải thủy lôi bằng các tháo dỡ một số vũ khí. Ivanhoe được điều sang Bộ chỉ huy Tiếp cận phía Tây không lâu sau khi chiến tranh bùng nổ, và đã giúp vào việc đánh chìm một tàu ngầm Đức vào tháng 10 năm 1939. Nó được cải biến thành một tàu rải mìn trong một đợt tái trang bị vào tháng 11-tháng 12 năm 1939, và đã rải các bãi mìn tại vùng biển duyên hải Đức cũng như các bãi mìn chống tàu ngầm ngoài khơi bờ biển Anh, cho đến khi quay lại cấu hình như một tàu khu trục vào tháng 2 năm 1940. Ivanhoe quay lại vai trò tàu rải mìn trong Chiến dịch Na Uy vào tháng 4 năm 1940, và sau đó rải một số bãi mìn dọc bờ biển Hà Lan trong trận Hà Lan vào tháng 5. Con tàu đã tham gia vào cuộc triệt thoái Dunkirk cho đến khi bị hư hại do bị máy bay Đức ném bom trúng vào ngày 1 tháng 6. Trong một chiến dịch rải mìn đầu tiên sau khi việc sửa chữa hoàn tất, nó trúng một quả mìn Đức và phải bị đánh đắm vào ngày 1 tháng 9 năm 1940 trong vụ thảm họa Texel.

## Thiết kế và chế tạo
Ivanhoe được đặt hàng vào ngày 30 tháng 10 năm 1935 cho hãng Yarrow Shipbuilders tại Scotstoun trong Chương trình Chế tạo Hải quân 1935. Nó được đặt lườn vào ngày 12 tháng 2 năm 1936, được hạ thủy vào ngày 11 tháng 2 năm 1937 như là chiếc tàu chiến thứ hai của Hải quân Hoàng gia mang cái tên này, và hoàn tất vào ngày 24 tháng 8 năm 1937 với chi phí 259.371 Bảng Anh, không tính đến những thiết bị do Bộ Hải quân Anh cung cấp như vũ khí, đạn dược và trang bị thông tin liên lạc.
Ivanhoe có trọng lượng choán nước tiêu chuẩn 1.370 tấn Anh (1.390 t), và lên đến 1.888 tấn Anh (1.918 t) khi đầy tải. Con tàu có chiều dài chung 323 foot (98,5 m), mạn thuyền rộng 33 foot (10,1 m) và chiều sâu của mớn nước là 12 foot 5 inch (3,8 m). Nó được cung cấp động lực bởi hai turbine hơi nước hộp số Parsons, dẫn động hai trục chân vịt, cung cấp một công suất tổng cộng 34.000 mã lực càng (25.000 kW) và cho phép có được tốc độ tối đa 36 hải lý trên giờ (67 km/h; 41 mph). Hơi nước được cung cấp cho các turbine bởi ba nồi hơi ống nước Admiralty 3 nồi. Nó mang theo tổng cộng 470 tấn Anh (480 t) dầu đốt, cho phép một tầm xa hoạt động 5.530 hải lý (10.240 km; 6.360 mi) khi di chuyển ở tốc độ đường trường 15 hải lý trên giờ (28 km/h; 17 mph). Thủy thủ đoàn của con tàu gồm 145 sĩ quan và thủy thủ trong thời bình.
Con tàu được trang bị bốn khẩu pháo QF 4,7 in (120 mm) Mk. IX 45-calibre trên các bệ nòng đơn. Cho mục đích phòng không, Ivanhoe có hai khẩu đội súng máy Vickers 0,5 inch (12,7 mm) Mk.I bốn nòng. Nó còn có hai dàn 5 ống phóng ngư lôi trên mặt nước dành cho ngư lôi 21 in (530 mm). Một đường ray thả mìn sâu cùng hai máy phóng được trang bị, và ban đầu có 30 quả mìn sâu được mang theo, nhưng được tăng lên 35 quả không lâu sau khi chiến tranh nổ ra.
Nó là một trong số bốn tàu khu trục lớp I được trang bị dụng cụ rải mìn từ cuối năm 1938 đến tháng 1 năm 1939 tại Malta. Việc này bao gồm bố trí các đường ray mang thủy lôi cùng một tời điện để di chuyển các quả mìn. Một cặp bệ nhô được bổ sung phía đuôi tàu để các quả mìn cách xa chân vịt tàu khi thả xuống biển. Tháp pháo "A" và "Y" cùng cả hai bộ ống phóng ngư lôi đều được cải biến để có thể tháo dỡ được, bù trừ cho trọng lượng của các quả thủy lôi. Con tàu có thể mang theo tối đa 72 quả thủy lôi. Ivanhoe còn được trang bị hệ thống dò âm ASDIC để phát hiện tàu ngầm dưới nước.

## Lịch sử hoạt động
Sau khi nhập biên chế, Ivanhoe được phân về Chi hạm đội Khu trục 3 thuộc Hạm đội Địa Trung Hải và đã tham gia thực tập huấn luyện cùng Hải quân Pháp từ tháng 12 năm 1937 đến tháng 1 năm 1938. Con tàu buộc phải rút sớm khỏi cuộc tập trận do gặp trục trặc những nồi hơi siêu áp của nó, và chúng được thay thế tại Malta từ ngày 15 tháng 1 đến ngày 19 tháng 3. Sau đó nó được điều đến Gibraltar, nơi nó tuần tra tại vùng biển Tây Ban Nha để thực thi chính sách không can thiệp vào cuộc nội chiến tại nước này cho đến khi xung đột kết thúc. Nó đã có mặt tại Cartagena từ tháng 2 đến tháng 3 năm 1939 để bảo vệ tính mạng và tài sản của công dân Anh trong khi người nước ngoài, binh lính phe Cộng Hòa và những người ủng hộ họ triệt thoái khỏi thành phố.
Ivanhoe đang trên đường di chuyển từ Alexandria đến Malta khi Chiến tranh Thế giới thứ hai nổ ra vào tháng 9 năm 1939. Nó có mặt tại Plymouth từ ngày 14 tháng 9, khi toàn bộ Chi hạm đội Khu trục 3 được chuyển thuộc sang dưới quyền Bộ chỉ huy Tiếp cận phía Tây để làm nhiệm vụ hộ tống vận tải. Cùng các tàu khu trục chị em Inglefield, Intrepid và Icarus, nó đã đánh chìm tàu ngầm U boat Đức U-45 vào ngày 14 tháng 10. Nó được tái trang bị tại Xưởng tàu Sheerness và được cải biến thành một tàu rải mìn từ ngày 14 tháng 11 đến ngày 13 tháng 12; rồi được điều động sang Chi hạm đội Khu trục 20, một đơn vị chuyên rải mìn, vào ngày 12 tháng 12, và cùng với các tàu đồng đội bắt đầu rải bãi thủy lôi đầu tiên của nó tại cửa sông Ems trong đêm 17-18 tháng 12. Một bãi mìn khác được Ivanhoe và Intrepid rải trong đêm 2/3 tháng 1 năm 1940; sau đó chúng rải một loạt các bãi mìn chống tàu ngầm cho đến cuối tháng. Con tàu được tháo dỡ một phần các khẩu pháo và ống phóng ngư lôi tại Portland từ ngày 27 tháng 1 đến ngày 3 tháng 2 trước khi tiếp nối nhiệm vụ.
Vào đầu tháng 4, Ivanhoe cùng ba tàu rải mìn khác được Chi hạm đội Khu trục 2 hộ tống khi chúng rải mìn như  một phần của Chiến dịch Wilfred, một hoạt động rải mìn tại Vestfjord, Na Uy nhằm ngăn cản việc vận chuyển quặng sắt của Thụy Điển từ Narvik về Đức. Các bãi mìn được rải vào sáng ngày 8 tháng 4, trước khi quân Đức bắt đầu cuộc tấn công của chúng; và sau khi hoàn tất việc thả 60 quả ngư lôi, các tàu rải mìn đã gia nhập cùng chiếc tàu chiến-tuần dương HMS Renown và các tàu tháp tùng. Con tàu đã có mặt, nhưng có vai trò không đáng kể, khi Renown có trận đụng độ ngắn tại Lofoten với các thiết giáp hạm Đức Scharnhorst và Gneisenau vào ngày 9 tháng 4. Cuối tháng đó, nó vận chuyển binh lính thuộc Lữ đoàn 15 Bộ binh đến Åndalsnes, rồi sau đó cùng với Icarus và Impulsive rải một bãi mìn tại các lối tiếp cận Trondheim trong đêm 29-30 tháng 4.
Sau khi được tẩy sạch nồi hơi từ ngày 7 đến ngày 15 tháng 5, Ivanhoe cùng với Esk và Express đã rải một bãi mìn ngoài khơi Hook of Holland trong đêm 15-16 tháng 5; ba tàu quét mìn Đức sau đó đã bị đánh chìm bởi bãi mìn này vào ngày 26 tháng 7. Ba ngày sau, cũng ba con tàu trên, được tăng cường thêm Intrepid, Impulsive và tàu rải mìn phụ trợ Princess Victoria đã rải một bãi mìn ngoài khơi bờ biển Hà Lan. Trên đường quay trở về nhà, Princess Victoria trúng một quả mìn Đức và bị đắm, các tàu khu trục đã cứu vớt những người sống sót. Chúng còn rải thêm năm bãi mìn ngoài khơi bờ biển Hà Lan cho đến cuối tháng đó. Đến ngày 29 tháng 5, nó được điều động vào cuộc triệt thoái Dunkirk, và đã vận chuyển 930 binh lính đến Dover trong ngày hôm đó. Nó cũng đón lên tàu thủy thủ đoàn của chiếc tàu khu trục Grafton bị hư hại nặng, và sau đó đã đánh đắm Grafton. Nó được cho rút khỏi nhiệm vụ triệt thoái vào ngày 30 tháng 5, do hoạt động này được cho là quá nguy hiểm, nhưng mệnh lệnh này bị đảo ngược vào ngày hôm sau, và Ivanhoe đã di tản thêm 1.290 người đến Dover. Đến sáng ngày 1 tháng 6, sau khi đã chất đầy binh lính trên tàu, nó bị máy bay Đức tấn công ngoài khơi cảng Dunkerque. Hai quả bom đã suýt trúng bên mạn trái và mạn phải, rồi một quả thứ ba phát nổ bên trên sàn tàu và làm ngập nước hai phòng nồi hơi phía trước. Quả bom đã làm thiệt mạng 26 người, bao gồm 5 binh sĩ, và làm bị thương nhiều người khác. Hầu hết binh lính và những người bị thương được chuyển sang tàu quét mìn Speedwell và tàu khu trục Havant. Phòng nồi hơi số 3 vẫn tiếp tục hoạt động được, và con tàu về đến Dover bằng chính động lực của nó.
Việc sửa chữa tại xưởng tàu Sheerness kéo dài cho đến ngày 28 tháng 8, và Ivanhoe được cải biến trở lại như một tàu rải mìn tại Immingham từ ngày 28 đến ngày 31 tháng 8, khi được điều trở lại Chi hạm đội Khu trục 20. Đêm đó, nó khởi hành cùng với Intrepid, Icarus, Esk và Express để rải một bãi mìn ngoài khơi bờ biển Hà Lan, phía Bắc Texel. Express trúng phải một quả mìn từ một bãi mìn mới rải của Đức, và bị thổi tung mũi tàu, Ivanhoe tiến đến gần để trợ giúp nó nhưng lại trúng một quả mìn khác ngay sau đó. Vụ nổ làm con tàu bị mất động lực trong nhiều giờ, nhưng cuối cùng nó có lại được hơi nước lúc 01 giờ 45 phút ngày 1 tháng 9, và nó chạy lùi với tốc độ 7 hải lý trên giờ (13 km/h; 8,1 mph) để tránh áp lực lên mũi tàu bị hư hại nặng. Tuy nhiên, đến khoảng 04 giờ 00, cả hai chân vịt tàu không hoạt động, có thể do chân vịt bị rơi hay gảy trục, mà nó mất hoàn toàn tốc độ. Lúc khoảng 08 giờ 00, bốn xuồng máy đến nơi, ba chiếc đón nhận hầu hết thủy thủ đoàn ngoại trừ 37 người, trong khi chiếc thứ tư túc trực gần chiếc tàu khu trục để cứu những người còn lại nếu cần. Con tàu tiếp tục bị ngập nước và nghiêng; đến xế chiều nó mất điện cung cấp cho các bơm nước, và hạm trưởng ra lệnh bỏ tàu sau khi mở các van để đẩy nhanh việc đắm tàu. Không lâu sau đó, nó bị một máy bay Đức phát hiện và làm hư hại thêm, nhưng vẫn chưa chìm. Cuối cùng nó bị đánh đắm bởi một quả ngư lôi phóng từ tàu khu trục Kelvin vào cuối buổi chiều hôm đó. Nó đắm nhanh chóng ở tọa độ 53°26′42″B 03°45′24″Đ / 53,445°B 3,75667°Đ.